# رمضان کورشون‌لو
رمضان کورشون‌لو (انگلیسی: Ramazan Kurşunlu؛ زادهٔ ۷ ژوئیهٔ ۱۹۸۱) بازیکن فوتبال اهل ترکیه است.
از باشگاه‌هایی که در آن بازی کرده‌است می‌توان به باشگاه فوتبال آلتای اسپور، باشگاه فوتبال دیاربکرسپور، باشگاه فوتبال آنکارا اسپور، باشگاه ورزشی آدانا دمیرسپور، باشگاه فوتبال چای‌کار ریزه‌اسپور، و باشگاه فوتبال بشیکتاش اشاره کرد.
وی همچنین در تیم ملی فوتبال زیر ۲۱ سال ترکیه بازی کرده‌است.